# Хмельницкий район (Хмельницкая область)
Хмельницкий райо́н (укр. Хмельницький район) — административная единица Хмельницкой области Украины.
Административный центр — город Хмельницкий.

## География
Район находится в центральной части области.

## История
В 1923 году уезд был расформирован, и на его территории образован Проскуровский район Проскуровского округа УССР.
1 апреля 1935 года постановлением ЦИК СССР было удовлетворено представление Центрального Исполнительного комитета Украинской ССР и образованы округа и районы, в том числе и Проскуровский.
Хмельницкий район был образован в УССР в 1954 году в связи с переименованием города Проскуров в Хмельницкий в честь запорожского гетмана Богдана Хмельницкого.
17 июля 2020 года в результате административно-территориальной реформы район был укрупнён, в его состав вошли территории:
- Хмельницкого района,
- Виньковецкого района,
- Волочисского района,
- Городокского района,
- Деражнянского района,
- Красиловского района,
- Летичевского района,
- Староконстантиновского района,
- Старосинявского района,
- Теофипольского района,
- Ярмолинецкого района,
- а также городов областного значения Хмельницкий и Староконстантинов.

## Население
Численность населения района в укрупнённых границах — 687,0 тыс. человек.
Численность населения района в границах до 17 июля 2020 года по состоянию на 1 января 2020 года — 52 955 человек, из них городского населения — 956 человек (пгт Чёрный Остров), сельского — 51 999 человек.

## Административное устройство
Район в укрупнённых границах с 17 июля 2020 года делится на 27 территориальных общин (громад), в том числе 6 городских, 12 поселковых и 9 сельских общин (в скобках — их административные центры):
- Городские:
  - Хмельницкая городская община (город Хмельницкий),
  - Волочиская городская община (город Волочиск),
  - Городокская городская община (город Городок),
  - Деражнянская городская община (город Деражня),
  - Красиловская городская община (город Красилов),
  - Староконстантиновская городская община (город Староконстантинов);
- Поселковые:
  - Антонинская поселковая община (пгт Антонины),
  - Виньковецкая поселковая община (пгт Виньковцы),
  - Войтовецкая поселковая община (пгт Войтовцы),
  - Волковинецкая поселковая община (пгт Волковинцы),
  - Летичевская поселковая община (пгт Летичев),
  - Меджибожская поселковая община (пгт Меджибож),
  - Наркевичская поселковая община (пгт Наркевичи),
  - Сатановская поселковая община (пгт Сатанов),
  - Старосинявская поселковая община (пгт Старая Синява),
  - Теофипольская поселковая община (пгт Теофиполь),
  - Чёрноостровская поселковая община (пгт Чёрный Остров),
  - Ярмолинецкая поселковая община[укр.] (пгт Ярмолинцы);
- Сельские:
  - Гвардейская сельская община (село Гвардейское),
  - Заслучновская сельская община (село Заслучное),
  - Зиньковская сельская община (село Зиньков),
  - Лесовогриневецкая сельская община (село Лесовые Гриневцы),
  - Миролюбновская сельская община (село Миролюбное),
  - Россошанская сельская община (село Россоша),
  - Солобковецкая сельская община (село Солобковцы),
  - Староостропольская сельская община (село Старый Острополь),
  - Щиборовская сельская община (село Щиборовка).

## Известные люди
В районе родились:
- Подзамковый, Василий Сафронович  (1916, село Кудринцы—21.04.1945, город Водзислав-Слёнски Польша ) —  кавалер ордена Славы трёх степеней[9].
- Степанков, Константин Петрович (1928—2004) — актёр театра и кино, народный артист СССР (1977)